# Zuiho (schip, 1940)

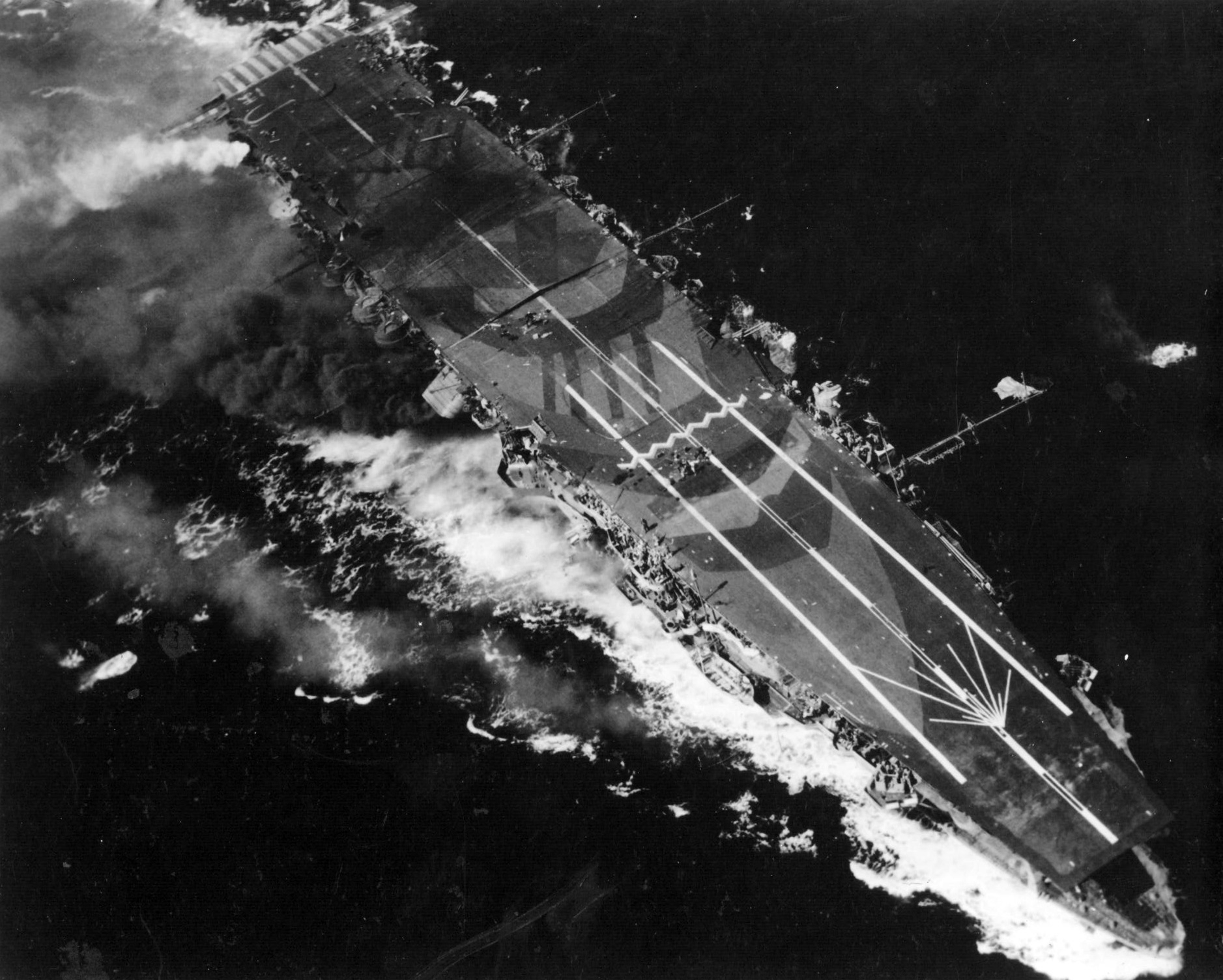
De Zuiho

De Zuiho (Japans: 瑞鳳, betekenis: Gelukkige Feniks) was een vliegdekschip van de Keizerlijke Japanse Marine. Het werd in 1934 gebouwd als de olietanker "Takasaki", maar in 1940 omgebouwd tot een licht vliegdekschip en herdoopt.

## Geschiedenis
De "Zuiho" was het zusterschip van de "Shoho". Aan boord bevonden zich bij volle uitrusting 16 Mitsubishi A6M Zero gevechtsvliegtuigen en 14 Aichi D3A duikbommenwerpers. Het lichte vliegdekschip deed in de Tweede Wereldoorlog dienst bij verscheidene zeeslagen en acties van de Japanse marine en werd ten slotte bij de Slag in de Golf van Leyte als lokaas gebruikt om de Amerikaanse vliegdekschipvloot weg te leiden van de Japanse hoofdmacht van slagschepen. De Amerikanen zetten inderdaad de achtervolging in en het schip werd samen met andere Japanse lichte vliegdekschepen in de Slag bij Kaap Engaño tot zinken gebracht door Amerikaanse bommenwerpers.

## Feitenrelaas
- Januari 1941 - De "Zuiho" werd in dienst gesteld van de Japanse vloot en aangesloten bij de Derde Vliegdekschip Divisie, samen met de "Shoho".
- December 1941 - Het schip nam deel aan de aanval op de Filipijnen.
- Januari 1942 - De "Zuiho" ondersteunde de invasie in Nederlands-Indië.
- Juni 1942 - Het nam deel aan de Slag bij Midway. Daar leidde ze de Ondersteuningsvloot en voerde zelf geen directe en actieve aanvallen uit op de Amerikaanse schepen. Aan boord waren 16 Mitsubishi A6M Zero gevechtsvliegtuigen en 14 Aichi D3A duikbommenwerpers. Eigenlijk diende ze hier ook als reserveschip.
- Oktober 1942 - De "Zuiho" was onderdeel van de Eerste Vliegdekschip Divisie bij de Zeeslag bij de Santa Cruz-eilanden, samen met de "Shokaku" en de "Zuikaku". Een bommenwerper van de USS Enterprise (CV-6) vernielde het vliegdek van de "Zuiho".
- Januari-februari 1943 - De "Zuiho" assisteerde bij de evacuatie van Japanse troepen op Guadalcanal, in samenwerking met de vliegdekschepen "Junyo" en "Zuikaku".
- Februari 1944 - Het schip nam deel aan de Slag in de Filipijnenzee.
- 24 en 25 oktober 1944 - Deelname aan de Slag in de Golf van Leyte, samen met de vliegdekschepen "Chiyoda", "Chitose" en "Zuikaku". Tijdens de Slag bij Kaap Engaño bij de Filipijnen kreeg de "Zuiho" bij een aanval van Amerikaanse bommenwerpers treffers op het vliegdek. Na aanvankelijk herstel van de schade kreeg het schip nog eens drie Amerikaanse aanvallen met bommenwerpers te verduren, die haar uiteindelijk op 25 oktober tot zinken brachten. Samen met haar vergingen op dezelfde dag ook de lichte vliegdekschepen "Chitose" en "Chiyoda".

## Bevelhebbers

### Als Onderzeebootvrachtschip
- Chef Uitrusting Officier - Kapt. Miki Otsuka - 7 oktober 1936 - 1 december 1936
- Chef Uitrusting Officier - Kapt. Gonichiro Kakimoto - 1 december 1936 - 15 juni 1937
- Onbekend - 15 juni 1937 - 15 december 1938
- Chef Uitrusting Officier - Kapt. Ryuji Nakazato - 15 december 1938 - Einde diensttijd onbekend
- Onbekend - Aanvang onbekend - 24 april 1940
- Chef Uitrusting Officier - Kapt. Matsuro Eguchi - 24 april 1940 - 15 oktober 1940

### Als CVL
- Chef Uitrusting Officier - Kapt. Tameki Nomoto - 15 oktober 1940 - 24 december 1940
- Kapt. Tameki Nomoto - 27 december 1940 - 20 september 1941 (In januari bij Carrier Division 3, samen met Shoho).
- Kapt. Sueo Obyashi - 20 september 1941 - 5 december 1942 (Deelname aanval op de Filipijnen - Invasie Nederlands-Indië - Slag bij Midway - Slag bij Santa Cruz - Evacuatie Guadalcanal).
- Kapt. Katsuji Hattori - 5 juni 1943 - 15 februari 1944 (Deelname Slag in de Filipijnen Zee).
- Kapt. Kuro Sugiura - 15 februari 1944 - 25 oktober 1944 (Deelname Slag in de Golf van Leyte - Einde van de Zuiho).

## Zuiho
- Gebouwd: 1934 (als Takasaki-olietanker - later: onderzeebootvrachtschip)
- Omgebouwd: december 1940 (vliegdekschip)
- In dienst gesteld: januari 1941
- Gezonken: tot zinken gebracht door Amerikaanse luchtaanvallen in de Slag bij Kaap Engaño op 25 oktober 1944

### Technische gegevens
- Waterverplaatsing: 14.200 ton (beladen)
- Lengte: 217 m
- Breedte: 23 m
- Diepgang: 6,60 m
- Vermogen: Geschakelde stoomturbines - 38.800 kW - 52.000 pk - 2 scheepsschroeven
- Snelheid: 28,2 knopen (51,80 km/h)
- Bemanning: 785 manschappen

### Bewapening
- Vliegtuigen: 30 tal - 16 Mitsubishi A6M "Zero"-gevechtsvliegtuigen - 14 Aichi D3A "Val"-duikbommenwerpers
- 8 x 127-mm/40 cal. (5-inch) kanonnen (4 x 2) veranderd in 1934
- 56 x 25-mm antivliegtuig-snelvuurkanonnen

## Referentie
Naval Historical Center: Battle of Midway: 4-7 juni 1942: Composition of Japanese Naval forces.